# Craugastor bransfordii
Craugastor bransfordii es una especie de anuros en la familia Craugastoridae.

## Distribución geográfica y hábitat
Es endémica de Honduras, Nicaragua y Costa Rica.

## Estado de conservación
Se encuentra amenazada por la pérdida de su hábitat natural.